# Рязанов, Виктор Петрович
Виктор Петрович Рязанов — российский инженер гражданской авиации, ведущий инженер самолёта Ил-76, принудительно посаженного  вблизи города Кандагар в Афганистане. Командиром воздушного судна был Владимир Шарпатов. Рязанов Виктор в экипаже был инженером. Экипаж самолёта попал в плен. Спустя год (378 дней), 16  августа 1996 года экипаж самолёта смог совершить побег из плена. Был награжден Орденом Мужества.

## Биография
Родился 11 февраля 1949 года. Закончил школу с.Староюрьево Тамбовской области, в 1969 году получил специальность «Радиоаппаратостроение» на базе средне-технического факультета Тульского политехнического института. После двухлетней службы в армии в 1971 году поступил в Московский Энергетический институт, который закончил в феврале 1977 года по специальности «Радиотехника» и до июля 1994 года работал на Казанском авиационном производственном объединении им. С.П.Горбунова.
С июля 1994 года работал ведущим инженером авиакомпании «Аэростан».

С 3 августа 1995 года по 16 августа 1996 года находился в плену движения «Талибан» в г. Кандагар в составе семи членов экипажа, захваченного самолета Ил 76.. При подготовке побега Рязанов и другой член экипажа Бутузов не только сумели проверить самолёт, но нашли неисправность и придумали способ, как её исправить. Причём делали это в «полевых условиях» при отсутствии вспомогательного оборудования «втихую под плотным контролем вооруженных и агрессивно настроенных восточных людей». Отмечается, что
В Кандагаре у Ил-76 имелась неисправность во ВСУ — вспомогательной силовой установке, без которой нельзя запустить двигатели. ВСУ не запускалась, соответственно, невозможен был запуск маршевых двигателей. Проблема была связана в том числе и с высокой температурой наружного воздуха. Если бы ребята не обнаружили этот дефект, полет бы не состоялся в принципе.
С ноября 2004 года — инженер по эксплуатации автоматики и радиоэлектронного оборудования 1 класса авиационной техники авиакомпании «Тулпар Эйр».
В мае 2018 года в возрасте 69 лет ушёл на пенсию.
За период работы на Казанском Авиационном Заводе имени С. П. Горбунова овладел техникой эксплуатации Аи РЭО самолётов: АН-8, АН-24, АН-26, ИЛ-14, АН-2, ИЛ-76 ТД, АН-12 , ИЛ-76 Т(ДТ).
В дальнейшем повышал квалификацию для международных полётов по эксплуатации самолётов: ИЛ-76 ТД, ИЛ-62М, ЯК-40, ЯК-42(Д).
Воинское звание — капитан запаса — ПР МО РФ № 661 от 31.10.1996 г.

## Личная жизнь
Владеет английским. Поглощён авиацией. Женат. Жена- Евгения Васильевна 1952г.р. уроженка г. Сыктывкар. Закончив Сыктывкарский Государственный Университет, работала на Казанском Авиационном Заводе имени С.П.Горбунова.  В семье один ребёнок: дочь Елена. В 2012 году родилась внучка Виктория.

## Память
12 мая  2022 года установлена мемориальная доска на здании школы с.Староюрьево Тамбовской области, где учился Виктор Рязанов.

## Награды
Советский период – Казанский Авиационный Завод имени С.П.Горбунова (за подписью генерального директора В.Копылова):
- Знак «Победитель социалистического соревнования» 1980 г., от имени Министерства и ЦК профсоюза – Приказ № 44 от 12.02.1981 г.
- Занесение на Доску Почёта объединения – Приказ № 117 от 09.04.1984 г.
- Занесение на Стенд Передовиков производства – Приказ № 264 от 25.10.1988 г.
- Орден Мужества №13799 (удостоверение № 148088) – Указ Президента РФ № 1225 от 22.08.1996 г.
- Почётная Грамота  –  Указ президента РТ 19.08.1996 г.
- Наградные часы от президента Татарстана М.Ш.Шаймиева
- Нагрудной знак «Отличник воздушного транспорта» –  Приказ Министра транспорта РФ № 260/к от 22.02.2001 г.
- Наградные часы от Министра обороны РФ С.Б.Иванова 2006 г.
- Медаль «В память 1000-летия Казани» (удостоверение № 139963)  – Указ Президента РФ от 30.06.2005 г.
- Благодарность руководителя Федерального агентства воздушного транспорта (Росавиации) – Приказ № 205/Н-ФА от 19.08.2010 г.
- Медаль «100 лет гражданской авиации России» – Указ Президента РФ от 2023 г.